# Базальтова окремість

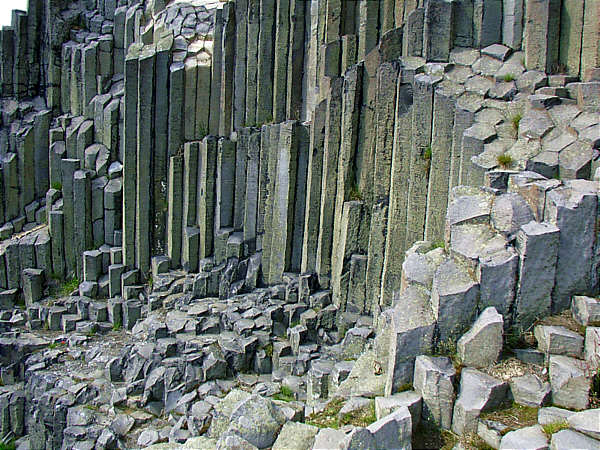
Характерна стовпчаста окремість базальту.

Базальтова окремість — окремість характерна для базальтів; характерна багатогранними стовпами, які виникають за системою перпендикулярних тріщин при вивітрюванні. Здатність базальтів розколюватись за певною системою на шматки.